# Aeroporto di Hrodna
L'aeroporto di Hrodna-Abuchova (in russo Аэропорт Гродно-Обухово) è un aeroporto internazionale situato vicino a Hrodna, nella voblasc' di Hrodna in Bielorussia occidentale. L'aeroporto è chiamato anche l'Aeroporto Internazionale Obuchovo o l'Aeroporto di Hrodna.
L'aeroporto di Hrodna è la base tecnica e lo hub principale della compagnia aerea bielorussa Grodnoavia che gestisce l'aeroporto.

## Storia
È stato aperto l'aeroporto civile nel 1984, è utilizzato come un aeroporto internazionale civile dal 1993.
L'aeroporto di Hrodna è aperto per i voli di linea, charter, cargo.

## Strategia
L'aeroporto di Hrodna è maggiore aeroporto nella voblasc' di Hrodna e in Bielorussia occidentale.
Vicino alla città di Hrodna passa il confine dell'Unione europea è la città è uno dei centri commerciali più importanti in Bielorussia.
Si passa a Hrodna per arrivare anche alla vicina città di Brėst.

## Dati tecnici
L'aeroporto di Hrodna è attualmente dotato di una pista attiva. La lunghezza della pista è di 2560 m x 42 m. La pista dell'aeroporto è dotata del sistema PAPI.
L'aeroporto è equipaggiato per la manutenzione, l'atterraggio/decollo degli aerei: Antonov An-2, Antonov An-24, Antonov An-32, Antonov An-74, Embraer EMB 120, Tupolev Tu-134, Tupolev Tu-154, Ilyushin Il-76.
L'aeroporto può essere aperto 24 ore al giorno su richiesta.

## Collegamenti con Hrodna

### Auto
L'aeroporto di Abuchovo si trova 18 km dal centro di Hrodna ed è facilmente raggiungibile percorrendo la strada statale Abuchovo-Hrodna.

### Taxi
L'aeroporto è servito dai taxi che permettono di raggiungere le principali città della zona: Lida (82 km), Brest (162 km), Slonim (102 km), Baranavičy (142 km), Navahrudak (120 km), Minsk (237 km), Negoreloe (203 km).

### Bus di linea
L'aeroporto di Abuchovo è collegato con una linea del servizio pubblico col centro di Hrodna.

### Gallerie fotografiche
- (EN, RU)  L'aeroporto di Grodno sul spotters.net.ua URL consultato il 17-02-2012.
- (RU)  L'aeroporto di Grodno sul russianplanes.net URL consultato il 28-12-2012.